# Beni Bou Yahyi
La tribu des Beni Bou Yahyi ou Ayt Bou Idir (en arabe : بني بو يحيي, en berbère : ⴰⵢⵜ ⴱⵓ ⵉⴷⵉⵔ) est une grande tribu berbère zénète marocaine, dont une partie est rifaine (nord) et une partie est atlasienne (sud),.

## Région
La région tribale des Beni Bou Yahyi est située à l'ouest de la Moulouya, qui la sépare des régions tribales voisines. Elle est limitée à l'est par la région tribale rifaine des Ouled Stout, la région tribale rifaine des Yat Iznassen, et la région tribale atlasienne des Beni Oukil. Elle est limitée au nord par la région tribale rifaine des Qel'aya, à l’ouest par la région tribale rifaino-atlasienne des Metalsa, et au sud par la région tribale atlasienne des Ahl Taourirt, la région tribale atlasienne des Ouled Rahou, et la région tribale atlasienne des Houara Lahlaf. La route principale reliant Guercif et Nador, ainsi que la route reliant Taourirt et Nador, traversent les terres de cette région tribale.
Les principales villes de la région tribale des Beni Bou Yahyi sont : Aroui (Rif), Tiztoutine (Rif), Afsou (Rif), Hassi Berkane (Rif), Saka (Atlas), etc...